# Frédéric Béatse
Frédéric Béatse, né le 4 octobre 1970 à Angers (Maine-et-Loire), est un homme politique français, membre du Parti socialiste. 
Il fut le maire d'Angers de janvier 2012 à avril 2014, date à laquelle lui succède Christophe Béchu.

## Biographie

### Formation et activité professionnelle
Né le 4 octobre 1970, Frédéric Béatse est titulaire d'un diplôme d'études approfondies (DEA) en économie de l'université Paris-1 Panthéon-Sorbonne ; il a réalisé un mémoire sur Le Dialogue social et sa décentralisation à la régie autonome des transports parisiens en 1993.
Entre 1992 et 1994, Frédéric Béatse est président de l'Union nationale des étudiants de France (Unef) à Angers.
Frédéric Béatse exerce la profession de chef d'entreprise et consultant en stratégie Internet. En 2000, il crée l'entreprise de création de sites internet Vidunet. En 2004, celle-ci fusionne avec Inovagora, société de 20 salariés exerçant à Compiègne, et Frédéric Béatse en devient responsable pour la région Ouest.
Il est le collaborateur du sénateur Joël Bigot.

### Au conseil municipal d'Angers
Il est élu conseiller municipal d'Angers sur la liste du maire Jean Monnier en 1995, réélu lors des élections municipales de 2001 et à nouveau aux élections de 2008. En 2004, il devient adjoint au maire chargé du quartier de la Roseraie De 2010 à 2012, il est adjoint chargé des associations, de la politique de la ville, des quartiers et de l'amélioration du service public. Il est également élu vice-président de la communauté d'agglomération d'Angers Loire Métropole, chargé de la politique de la ville, de la prévention et de la sécurité puis  auxquelles s'ajoute ensuite le portefeuille de l'économie sociale et solidaire.
En janvier 2012, le maire d'Angers Jean-Claude Antonini présente sa démission. Une élection primaire au sein de la majorité municipale socialiste est organisée pour désigner son successeur : Frédéric Béatse obtient 28 voix, contre 14 pour son adversaire Jean-Luc Rotureau. Frédéric Béatse est élu maire par le conseil municipal le 26 janvier par 38 voix pour, 1 voix contre et 18 votes blancs,. La succession rapide des évènements est critiquée par l'opposition : pour la ministre UMP Roselyne Bachelot, il s'agit d'un « mauvais coup fait à la démocratie », tandis que le Mouvement démocrate dénonce une manœuvre électorale. 
Frédéric Béatse souhaite se présenter à nouveau aux élections municipales de 2014, mais l'adjoint au maire socialiste Jean-Luc Rotureau annonce également son intention de se porter candidat et demande à ce qu'une élection primaire soit organisée pour désigner la tête de liste. Cette proposition n'est pas retenue par les adhérents du Parti socialiste, et Jean-Luc Rotureau décide de se mettre en congé du Parti socialiste. Il présente une liste dissidente aux élections municipales et finira en troisième position du scrutin lors du premier tour, avant de se retirer sans donner de consigne de vote pour le second tour.

### Au conseil général de Maine-et-Loire
Frédéric Béatse se présente pour la première fois aux élections cantonales de 1998, mais il n'est pas élu.
Aux élections cantonales françaises de 2004, Frédéric Béatse est élu conseiller général pour le canton d'Angers-Sud avec 62 % des suffrages. Il démissionne en 2010 à la suite de son élection au conseil régional, et est remplacé par Norma Mével-Pla.

### Au conseil régional des Pays de la Loire
Lors de l'élection régionale de 2010 dans les Pays de la Loire, il est tête de liste départementale du Parti socialiste en Maine-et-Loire. Sa liste est en tête dans tous les quartiers d'Angers à l'exception du centre-ville. Élu conseiller régional, Frédéric Béatse devient le septième vice-président du Conseil régional des Pays de la Loire. Par souci de non-cumul des mandats, il démissionne du conseil général de Maine-et-Loire.
En 2012, il annonce qu'il ne souhaite pas être candidat aux élections régionales de 2015.
Frédéric Béatse est le suppléant du député socialiste Marc Goua élu à l'Assemblée nationale lors des élections législatives de 2007.
Pour les élections régionales de 2015, Frédéric Béatse est choisi pour conduire en binôme avec Stella Dupont, la liste de Christophe Clergeau en Maine-et-Loire.

### Candidat aux élections municipales d'Angers
Le 11 octobre 2013, Frédéric Béatse officialise sur son site internet de campagne sa candidature à la mairie d'Angers pour les élections municipales françaises de 2014 mais il perd face à Christophe Béchu (UMP) lors du scrutin du 30 mars 2014.
Après avoir présidé durant six ans le groupe d'opposition au conseil municipal, il annonce qu'il ne sera pas tête de liste aux élections municipales de 2020 à Angers mais il figure en dixième position sur la liste Aimer Angers 2020 conduite par la conseillère municipale Silvia Camara-Tombini et l'ex-membre d'Europe Ecologie - Les Verts Stéphane Lefloch.